# Condado de Gillespie
El condado de Gillespie es uno de los 254 condados del estado estadounidense de Texas. La sede y mayor ciudad del condado es Fredericksburg. El condado posee un área de 2.749 km² (los cuales 1 km² están cubiertos por agua), la población de 20.814 habitantes, y la densidad de población es de 8 hab/km² (según censo nacional de 2000). Este condado fue fundado en 1848.